# Иосима (крейсер)
Нин-Хай (кит. 甯海), с 1938 года Микура (яп. 御蔵), с июня 1944 года Иосима (яп. 五百島) — китайский и японский лёгкий крейсер, головной корабль проекта «Нин-Хай». Крейсер числился во флоте Китайской Республики, пока не был потоплен авиацией Императорского флота во время второй японо-китайской войны; позже был поднят и восстановлен в японском флоте как судно сопровождения. 9 сентября 1944 года торпедирован подлодкой ВМС США.

## Предыстория
К концу 1920-х годов в распоряжении флота Китайской Республики было всего четыре устаревших бронепалубных крейсера и два учебных крейсера, приобретённых ещё до начала Первой мировой войны. Гоминьдановское правительство планировало провести полное перевооружение флота, однако из-за нехватки средств это было невозможным. После долгих переговоров с судостроительными компаниями США, Великобритании, Германии и Японии китайцы договорились о строительстве одного лёгкого крейсера в Японии и другого в Китае с помощью японских инженеров. Несмотря на натянутые отношения между Японией и Китаем, японская судостроительная компания «Харима» построила первый крейсер в 1932 году.

## Характеристики
«Нин-Хай» был создан по образцу японского экспериментального крейсера «Юбари», в котором сочетались небольшие габариты, небольшое водоизмещение (2526 т) и тяжёлое вооружение. Как и на «Юбари», на «Нин-Хае» была одна дымовая труба и тройной электроизмерительный мост. Вооружение было сопоставимо с судами, имевшими большее водоизмещение — шесть 140-мм морских орудий Тип 3 (две строенных установки), шесть 76-мм морских орудий Тип 41 и два сдвоенных торпедных аппарата 533 мм. Также на корабле был небольшой ангар для двух гидросамолётов типа Aichi AB-3 (один закуплен в Японии, второй построен по чертежам в Китае). Катапульты на борту не было, запуск осуществлялся с помощью крана. Тем не менее, силовая установка крейсера была слабой: три устаревших вертикальных четырёхцилиндровых паровых машины тройного расширения (две работают на угле), дающих скорость в 22 узла. Чрезмерная масса также создавала проблемы с остойчивостью, вследствие чего он действовал в прибрежных водах, атакуя канонерки или иные малые суда.

## Служба
«Нин-Хай» был заложен на верфях Harima в городе Аиои 20 февраля 1931 года, спущен на воду 10 октября 1931 года. Строительство завершено окончательно 30 июля 1932 года. Принят в состав ВМС Китайской Республики в качестве флагманского корабля и оставался таковым до ввода в эксплуатацию крейсера «Пин-Хай» в апреле 1937 года. В мае 1933 года прошёл ремонт в Японии, в июне 1934 года прибыл на похороны адмирала Объединённого флота Японии Того Хэйхатиро, а незадолго до возвращения в Китай снова прошёл ремонт.
Как один из самых сильных надводных кораблей небольшого флота Китайской Республики, в начале второй японо-китайской войны «Нин-Хай» стал объектом атак Императорского флота Японии с момента второго Шанхайского сражения. 23 сентября 1937 года во время штурма японцами крепости Цзянъинь, охранявшей участок реки Янцзы у Нанкина японские бомбардировщики атаковали «Нин-Хай». Крейсер выдержал четыре бомбовых попадания, а вот «Пин-Хай» после попаданий восьми бомб затонул. 25 сентября торпедоносцы Yokosuka B3Y1 вылетели с палубы авианосца «Кага» и аэродромов вокруг Шанхая, совершили налёт на гавань и двумя попаданиями торпед пустили «Нин-Хай» ко дну. 5 декабря японцы забрали затонувшее судно под свой контроль.
Попытка поднять со дна «Нин-Хай» была предпринята в апреле 1938 года, однако закончилась неудачей, а двое водолазов погибли. 4 мая крейсер удалось поднять, корпус отбуксировали в Шанхай для ремонта. Изначально корабль планировали передать нанкинскому коллаборационистскому правительству, однако позже японцы оставили судно себе, отбуксировав его в военно-морской округ Сасебо, и 11 июля того же года крейсер переоборудовали в учебное судно и корабль береговой обороны «Микура». С июля 1938 по декабрь 1943 года корабль находился в Сасебо и служил плавучей казармой.
В декабре 1943 года в связи с обострившейся подводной войной со стороны союзников корабль «Микура» был отбуксирован в доки «Харима» и был переоборудован в кайбокан (корабль сопровождения). 1 июня 1944 года переоборудование завершилось, он вошёл в Императорский флот Японии под именем Иосима 10 июня и был приписан к военно-морскому округу Йокосука. После учений во Внутреннем Японском море корабль с 22 по 31 июля сопровождал транспортный конвой на Иводзиму, а 26 июля ушёл от торпедной атаки неизвестной субмарины. 10 сентября судно вышло из Йокосуки на вторую миссию по охране конвоя, однако 19 сентября было торпедировано подлодкой «Шад», получив три попадания, и затонуло к югу от Омаэдзаки, в 85 морских милях (157 км) от острова Хатидзёдзима. Исключено из списка Императорского флота 10 ноября 1944 года.